# Ngô Thế Sao
Ngô Thế Sao (ur. 22 września 1993) – wietnamski zapaśnik walczący w stylu wolnym. Zajął piętnaste miejsce na mistrzostwach Azji w 2016. Złoty medalista igrzysk Azji Południowo-Wschodniej w 2023, a także mistrzostw Azji Południowo-Wschodniej w 2022 i 2023. Dwunasty na igrzyskach wojskowych w 2019 roku.